# Enicospilus bonaberiensis
Enicospilus bonaberiensis är en stekelart som beskrevs av Embrik Strand 1917. Enicospilus bonaberiensis ingår i släktet Enicospilus och familjen brokparasitsteklar. Inga underarter finns listade i Catalogue of Life.